# Socialismo cristão
O socialismo cristão é uma tendência dentro do cristianismo que interpreta por meio das Escrituras, tanto no Antigo Testamento quanto no Novo Testamento, que o modelo de sociedade socialista é o que mais se aproxima do modelo de sociedade que preze pelo amor, caridade e demais ensinamentos de Jesus. O socialismo cristão critica o modelo de organização socioeconômica capitalista que valoriza princípios opostos ao cristianismo como o individualismo, a desigualdade jurídica e social mediante acúmulo de capital e meios de produção, de modo que a fé demanda uma opção consciente pelo socialismo.
Em termos políticos, os socialistas cristãos formam um grupo extremamente heterogêneo que se insere desde a esquerda à centro-esquerda, com a compreensão de que toda a Cristandade não pode deixar de buscar o sentido social do ensinamento. O socialismo religioso é uma compreensão de o socialismo se coloca como uma opção de organização social que permite aos cristãos viverem em comunhão.
Historicamente, embora o movimento religioso-socialista dentro da igreja sempre tenha sido um movimento minoritário, foi de grande importância, principalmente para o desenvolvimento da social democracia, no combate aos grupos fascistas e na redemocratização em países como Portugal e Brasil, além de trazer à tona a discussão da relação entre a Igreja e os trabalhadores e da igreja e o socialismo.
Karl Barth, um dos principais teólogos protestantes disse logo após se filiar ao Partido Social Democrata da Suíça em fevereiro 1915:
| “Um verdadeiro cristão deve ser um socialista (se ele realmente quiser viver o cristianismo a sério)." |

## Definição
O movimento socialista cristão “é um movimento de cristãos com um compromisso radical com a justiça social, com a proteção do meio ambiente e com a paz e a reconciliação. Acreditamos que 'amar o próximo' no sentido mais amplo envolve lutar por uma sociedade equânime e justa, na qual todos possam desfrutar da 'plenitude da vida' que Jesus veio anunciar. E queremos trabalhar para que isso aconteça.”
Não há necessariamente uma adesão dos socialistas cristãos aos ideais, métodos, teorias e objetivos marxistas.
Alguns pontos inegociáveis do socialismo cristão são a dignidade da pessoa humana, a não conformidade com as injustiças e a democracia.

## História
Desde os primórdios do cristianismo, como descrito em Atos dos Apóstolos, existe a concepção de que a convivência baseada do mandamento do amor pregada por Jesus Cristo consequentemente dirige a sociedade para uma nova forma de organização social.
"De sorte que foram batizados os que de bom grado receberam a sua palavra; e naquele dia agregaram-se quase três mil almas, e perseveravam na doutrina dos apóstolos, e na comunhão, e no partir do pão, e nas orações. E em toda a alma havia temor, e muitas maravilhas e sinais se faziam pelos apóstolos.
E todos os que criam estavam juntos, e tinham tudo em comum. E vendiam suas propriedades e bens, e repartiam com todos, segundo cada um havia de mister. E, perseverando unânimes todos os dias no templo, e partindo o pão em casa, comiam juntos com alegria e singeleza de coração, louvando a Deus, e caindo na graça de todo o povo. E todos os dias acrescentava o Senhor à igreja aqueles que se haviam de salvar." - Atos 2:41-47
"Não havia, pois, entre eles necessitado algum; porque todos os que possuíam herdades ou casas, vendendo-as, traziam o preço do que fora vendido, e o depositavam aos pés dos apóstolos. E repartia-se a cada um, segundo a necessidade que cada um tinha." - Atos 4:34-35
Quando o cristianismo foi incorporado pelo Império Romano como religião oficial do Estado, pelo imperador Teodósio I, em 380 d.C, tornou-se obrigatória a conversão de pagãos. Como não se muda hábitos culturais por decreto, os pagãos “convertidos” à força acrescentaram à Igreja em termos quantitativos, mas tiraram muito dela em termos qualitativos, pois traziam suas práticas pagãs para dentro da Igreja. Nesse processo a igreja cristã passou por processos de institucionalização e o modelo de comunidades justas como apresentado em Atos dos Apóstolos se perdeu.

### Idade Média
Durante a Baixa Idade Média, muitos mosteiros conseguiam autorização do papa para viverem em sociedades comunais. Na Alta Idade Média foram poucos, mas alguns feudos cristãos passaram a adotar modelos de distribuição equitativa da produção baseados em valores cristãos.
Basílio de Cesareia (330 - 379), Bispo de Cesareia, desenvolveu nos arredores das igrejas e monastérios de sua influência um complexo que incluía estaleiros, locais de repouso e hospitais que tratavam doenças contagiosas. Durante a grande seca de 368 seus sermões incluíam denúncias contra os ricos indiferentes.
João Crisóstomo declarou suas razões para sua atitude contrária aos ricos e ao acúmulo de riquezas e seus escritos foram inspirações para a criação do Partido Social Cristão da Áustria (Christian Social Party of Austria) e de La Tour du Pin na Igreja Católica Ortodoxa.
Pedro valdo formou em 1170 a comunidade de "Pobres de Lyon", em um movimento em que alguns cristãos aristocratas distribuíram seus bens entre os pobres. Ao questionar o modelo servil, Valdo foi expulso da cidade pelos aristocratas e posteriormente excomungado.
Francisco de Assis, em 1200, foi o primeiro membro do clero a renunciar seus bens em favor dos mais necessitados. Em 1210 o Papa Inocêncio III lhe permitiu criar a Ordem Franciscana, onde os franciscanos realizavam o voto de pobreza distribuindo seus bens entre os pobres sem contudo autorização para distribuir bens da igreja. Por se distanciar do padrão adotado pela Igreja, alguns membros da ordem defendiam uma reforma na igreja, o que levou a inúmeros conflitos e diferentes posições tomadas pelos papas subsequentes.

### Início dos tempos modernos
No século XV, como resultado do empobrecimento de vastas camadas da população eclodiram inúmeras revoltas camponesas.
O reformador tcheco Jan Hus pregou em Praga entre 1402 e 1413 influenciado pelas ideias valdenses. Foi queimado em praça pública. Na cidade de Tabor seus seguidores iniciaram um levante contra o imperador, o papa e a nobreza feudal estabelecendo na cidade uma comunidade igualitária. Em referência a Atos 2 praticavam a sociedade comunitária obrigatória, sem diferença de classes, sem impostos e sem casamento, eliminando a função institucional e hierárquica tanto do Estado quanto da Igreja.
Em 1476 os seguidores de Hans Böhm pregaram igualdade social, fim da estrutura de castas, rejeição de impostos, de trabalho forçado, de juros e de corporativismo. Assim como para Hus, havia a concepção de que na terra os cristãos deveriam se preparar para o reino celestial eminente. Böhm foi executado.
Apenas com a Reforma Protestante, protagonizada por Martinho Lutero no século XVI, o conjunto da valorização dos textos bíblicos com condições econômicas propícias permitiu se imaginar mudanças globais na sociedade medieval visando mais justiça social.
Nicholas Storch (Zwickau) e Thomas Müntzer (Allstedt), um discípulo de Martin Luther, tentaram em 1520 na Turíngia e Saxônia impor constituições democráticas. Müntzer fundou uma espécie de sociedade secreta que visa a propriedade comum. Ele se juntou as revoltas protestantes de 1523 defendendo o fim da instituição Igreja e Estado. Logo após as revoltas camponesas Michael Gaismair (1526) e Hans Hergots (1527) escreveram sobre sociedades democráticas e propriedade comum de terras e propriedades.
Jacob Hutter fundadava em 1533 as comunidades Anabatistas que existem até hoje em Tyrol. Ele entendeu que era incondicional aos cristãos, a comunhão de todos seus bens. O radicalismo dos Anabatistas fez com que fosses contestados tanto pelos Católicos quanto pelos Luteranos. Os huteritas mantém por mais de cinco séculos um dos mais bem-sucedido experimento comunista da história, vivendo em comunidades com propriedade comum da terra e dos meios de produção.
Na Grã-Bretanha, entre 1642 e 1649, emergiram grupos cristãos que visavam reformas sociais. No País de Gales, em 1649, Gerrard Winstanley colaborou na constituição de uma comuna rural, em que uma terra sem donos gerida conjuntamente por todos que nela trabalhavam. Em seus escritos ele defendia a desapropriação de todas as propriedades do clero e da nobreza britânica, bem como a gestão conjunta das propriedades pelos camponeses que nela trabalhavam. Este movimento se diferenciou dos movimentos continentais por se basear na Bíblia sem, contudo, ter contato com os reformadores protestantes, de modo que desenvolveram um modelo de gestão conjunta da terra diferente do modelo do restante da Europa, deste modo ele se tornou inspiração teórica para grupos futuros como escavadores e niveladores. Grupos ingleses como dos Quakers e menonitas possuíam algumas ideias semelhantes.
Na Rússia os Doukhobors (em torno de 1633) e no vale do Reno os Labadistas (1683) também praticavam a propriedade comunal das terras inspirados pela fé cristã.
Todos estes grupos tinham em comum a Bíblia e os ensinamentos de Jesus como subsidio para o modelo de gestão da terra adotada. Alguns destes grupos que não se preocuparam com a questão do modelo de produção como a Ordem Franciscana persistem até hoje, mas os grupos que pretendiam modificar o modelo de produção vigente para um modelo comunal ou foram atacados pela aristocracia e pelo clero ou ruíram devido a inconsistências internas.
Ainda no século XVII alguns teólogos cristãos pietistas e grupos judeus, defenderam a tese de que a justiça social é uma missão interna de cada indivíduo. Para esses cristãos, deriva da fé uma consciência individual que leva os indivíduos a agir de modo solidário com o demais e o serviço dos cristãos para a sociedade se dá por meio da diaconia. Eles se afastaram dos ideias socialistas e se limitaram a ética individual.

### Século XIX
No século XIX, após a Revolução Industrial, intensificaram-se as contradições sociais e nos países industrializados surgiu uma nova classe social, o proletariado. Ao mesmo tempo a Igreja perdeu significativamente sua influência econômica e com o positivismo perdeu influência cultural frente ao apego às normas científicas. Neste cenário surgiram novos movimentos sociais que visavam uma ordem social justa, mas não mais necessariamente vinculados a fé cristã.
A base do que é hoje o socialismo cristão, foi iniciado no século XIX como uma tentativa de resposta às desigualdades que surgiram a partir de uma exploração desumana provocada pela quebra da livre concorrência a partir do desaparecimento de leis institucionais conservadoras, que permitiram o crescimento do truste e o surgimento dos grandes monopólios; além de um estado despreparado para respostas sociais em prol dos mais desfavorecidos. Os adeptos deste modelo, consideram que o cristianismo é naturalmente uma forma de socialismo, mas por outro lado, a fé cristã o vê como um sistema injusto e de consequências funestas.
O socialismo de matriz cristã, comumente denominado pelos católicos de Movimento Social Cristão, teve o seu início em meados do Século XIX, nas obras de vários doutrinários cristãos tais como Ozanan, Montalembert, Henri de Saint Simon, Lamennais, Albert de Mun, Frederick Denison Maurice, Charles Kingsley, Thomas Hughes, Frederick James Furnivall, Adin Ballou e Francis Bellamy). Escritores estes que propunham um socialismo novo, baseado nos ideais do cristianismo, oposto à luta de classes e ao ateísmo, mas preocupado com as reivindicações das classes pobres e trabalhadoras, propondo um governo mais justo e uma sociedade mais equilibrada. Este novo socialismo, afastado do materialismo marxista, defende as organizações sindicais, as lutas dos trabalhadores em prol de melhores condições de trabalho e de vida e a justiça social.
O Magistério da Igreja Católica condenou genericamente o socialismo por meio da encíclica "Rerum Novarum" do Papa Leão XIII, em (1891), que se opôs ao anarquismo de Proudhon, ao marxismo ou socialismo científico. Opondo-se também a exploração efetiva do trabalho, o catolicismo recusou a luta de classes, e a não intervenção do Estado para permitir o desenvolvimento econômico criado pela industrialização e promover a colaboração entre patrões e empregados de forma livre, criando uma maior justiça social e uma distribuição mais equitativa da riqueza produzida. Pretendia assim constituir uma resposta cristã para a questão social, alternativa à corrente dominante da Associação Internacional dos Trabalhadores (depois Internacional Socialista).
Nesse século, no Brasil o socialismo iniciou-se com socialistas cristãos não marxistas, como José Inácio de Abreu e Lima e Antônio Pedro de Figueiredo.

### Atualidade
Em Portugal, o socialismo cristão teve início com a Acção Católica Portuguesa, de onde saíram mais tarde líderes do MDP/CDE como Francisco Pereira de Moura. Um autêntico socialista cristão e resistente ao regime Salazarista, e da Juventude Operária Católica (JOC). Atualmente, o socialismo cristão têm um rosto chamado Cláudio Anaia, lider dos Socialistas Católicos.
No Brasil, o socialismo cristão está representado por teólogos como Leonardo Boff e Jaime Wright, dentre outros. A participação dos primeiros políticos evangélicos do Brasil, como os pastores Guaraci Silveira e Edgar Martins, consistia de adeptos do socialismo cristão. Políticos como Afonso Arinos foram defensores de uma social democracia cristã, influenciando na Constituição de 1988. Movimentos como a Frente de Evangélicos/as pelo Estado de Direito e o Movimento Evangélico Progressista (MEP) abarcam uma variedade de ideologias, inclusive socialistas cristãos.

## Fundamentação bíblica

### Antigo Testamento
O justo come até ficar satisfeito, mas o ventre dos ímpios passará necessidade. - Provérbios 13:25
Não oprimirás o teu próximo, nem o roubarás; a paga do diarista não ficará contigo até pela manhã... mas amarás o teu próximo como a ti mesmo. - Levítico 19:13;18

Que faz justiça ao órfão e à viúva, e ama o estrangeiro, dando-lhe pão e roupa. Por isso amareis o estrangeiro, pois fostes estrangeiros na terra do Egito. - Deuteronômio 10:18,19
Mas lembrar-te-ás de que foste servo no Egito, e de que o Senhor teu Deus te livrou dali; pelo que te ordeno que faças isso. Quando no teu campo colheres a tua colheita, e esqueceres um molho no campo, não tornarás a tomá-lo; para o estrangeiro, para o órfão, e para a viúva será; para que o Senhor teu Deus te abençoe em toda a obra das tuas mãos, quando sacudires a tua oliveira, não voltarás para colher o fruto dos ramos; para o estrangeiro, para o órfão, e para a viúva será. Quando vindimares a tua vinha, não voltarás para rebuscá-la; para o estrangeiro, para o órfão, e para a viúva será. - Deuteronômio 24:18-21
Até quando julgareis injustamente, e aceitareis as pessoas dos ímpios? Fazei justiça ao pobre e ao órfão; justificai o aflito e o necessitado. Livrai o pobre e o necessitado; tirai-os das mãos dos ímpios. - Salmos 82:2-4
Ele espalhou, deu aos necessitados; a sua justiça permanece para sempre, e a sua força se exaltará em glória. - Salmos 112:9
Por isso, quando estendeis as vossas mãos, escondo de vós os meus olhos; e ainda que multipliqueis as vossas orações, não as ouvirei, porque as vossas mãos estão cheias de sangue. Lavai-vos, purificai-vos, tirai a maldade de vossos atos de diante dos meus olhos; cessai de fazer mal. Aprendei a fazer bem; procurai o que é justo; ajudai o oprimido; fazei justiça ao órfão; tratai da causa das viúvas. - Isaías 1:15-17
Já tenho entendido que não há coisa melhor para eles do que alegrar-se e fazer bem na sua vida; e também que todo o homem coma e beba, e goze do bem de todo o seu trabalho; isto é um dom de Deus. - Eclesiastes 3:12,13

### Novo Testamento
Porque tive fome, e destes-me de comer; tive sede, e destes-me de beber; era estrangeiro, e hospedastes-me; estava nu, e vestistes-me; adoeci, e visitastes-me; estive na prisão, e foste me ver. - Mateus 25:35,36
Mas um samaritano, que ia de viagem, chegou ao pé dele e, vendo-o, moveu-se de íntima compaixão; e, aproximando-se, atou-lhe as feridas, deitando-lhes azeite e vinho; e, pondo-o sobre o seu animal, levou-o para uma estalagem, e cuidou dele; e, partindo no outro dia, tirou dois dinheiros, e deu-os ao hospedeiro, e disse-lhe: Cuida dele; e tudo o que de mais gastares eu to pagarei quando voltar. Qual, pois, destes três te parece que foi o próximo daquele que caiu nas mãos dos salteadores? E ele disse: O que usou de misericórdia para com ele. Disse, pois, Jesus: Vai, e faze da mesma maneira. - Lucas 10:33-37
Bem-aventurados vós, que agora tendes fome, porque sereis fartos. Bem-aventurados vós, que agora chorais, porque haveis de rir. Bem-aventurados sereis quando os homens vos odiarem e quando vos separarem, e vos injuriarem, e rejeitarem o vosso nome como mau, por causa do Filho do homem. - Lucas 6:21,22
E todos os que criam estavam juntos, e tinham tudo em comum. E vendiam suas propriedades e bens, e repartiam com todos, segundo cada um havia de mister. - Atos 2:44,45
E era um o coração e a alma da multidão dos que criam, e ninguém dizia que coisa alguma do que possuía era sua própria, mas todas as coisas lhes eram comuns. - Atos 4:32
Não havia, pois, entre eles necessitado algum; porque todos os que possuíam herdades ou casas, vendendo-as, traziam o preço do que fora vendido, e o depositavam aos pés dos apóstolos. E repartia-se a cada um, segundo a necessidade que cada um tinha. - Atos 4:34,35

## Importantes socialistas cristãos
- António Guterres
- Charles Kingsley
- Paul Tillich
- Cornel West
- Martin Luther King Jr.[28][29][30]
- Tony Blair, político membro do Movimento Socialista Cristão (Christian Socialist Movement) do Partido Trabalhista Britânico.
- Camilo Torres, padre que se juntou ao Exército de Libertação Nacional
- Manuel Pérez Martínez
- Hugo Chávez
- Alfonso Carlos Comín
- Cláudio Anaia, líder dos Socialistas Católicos em Portugal
- Rafael Caldera
- Luis Herrera Campins
- Arístides Calvani
- Paulo Freire
- Antoninus de Florença
- Wilhelm E.F. von Ketteler
- Adolph Kolping
- Edward Bellamy
- Washington Gladden
- Margaret Wedgwood Benn
- Phillip Berryman
- James Hal Cone
- Nicolás Maduro
- Toni Negri
- Leo Tolstói
- Gustavo Gutiérrez
- Daniel Ortega
- Daniel Berrigan
- Philip Berrigan
- Walter Rauschenbusch
- Desmond Tutu
- Kwame Nkrumah
- Tommy Douglas
- Thomas Sankara
- Luiz Francisco Fernandes de Souza, autor de "Socialismo uma Utopia Cristã".[31]
- José Porfírio de Miranda de la Parra, autor de "Hambre y sed de justicia" (1965), "Marx y la Biblia. Crítica a la filosofía de la opresión" (1973), "El cristianismo de Marx" (1978), "Comunismo en la Biblia" (1981)[32]
- Ernesto Cardenal[33]
- Gerrard Winstanley
- Julius Nyerere
- Frei Betto
- Leonardo Boff
- Hugo Assmann, publicou "Marx, K & Engels, F., Sobre la religión"  em 1979.[34]
- Tetsu Katayama, primeiro-ministro japonês
- Robert Mugabe,  presidente do Zimbábue
- Josef-Léon Cardijn, cardeal belga
- Jürgen Klopp, Treinador de futebol
- Plínio de Arruda Sampaio
- Henrique Cláudio de Lima Vaz, teólogo jesuíta brasileiro
- Leonel Brizola, político metodista
- Guaraci Silveira, político metodista
- Edgar Martins, político batista
- Ivan Valente, político católico romano
- Luiza Erundina, política católica romana
- Marina Silva, política e ambientalista pentecostal
- William Temple (religioso), arcebispo anglicano que escreveu "Christianity and Social Order" (1942), na qual procurou combinar os ensinamentos de Jesus com o socialismo e rapidamente vendeu cerca de 140.000 cópias;[35]
- Richard Shaull, autor de "O Cristianismo e a Revolução Social" (1953).

## Linhas teológicas
Várias linhas teológicas se pronunciaram a respeito das agendas dos grupos socialistas cristãos, sem necessariamente se vincular a uma postura ideológica ou partidária. Na América Latina se destaca a Teologia da Libertação e a Teologia da Missão Integral.

### Evangelho social
No final do século XIX, surgiu o movimento do Evangelho social (particularmente entre alguns Anglicanos, Luteranos, Metodistas e Batistas na América do Norte e na Grã-Bretanha) tentou integrar o pensamento progressista e socialista com o Cristianismo no ativismo social baseado na fé. O movimento teve seu auge entre 1880 e 1930, influenciados pelos movimentos de reforma protestante durante o Segundo Grande Despertar nas décadas de 1830 e 1840,  como o abolicionismo.

### Distributismo
Fundamentados na Doutrina Social da Igreja, nos pensamentos de William Morris, e na crítica ao capitalismo e ao socialismo revolucionário, os teólogos e escritores Gilbert Keith Chesterton e Hilaire Belloc propunham um regime socioeconômico baseado em cooperativas, bens comuns, solidariedade e valorização dos trabalho em pequenas propriedades. Essa doutrina de inspiração socialista cristã, o distributismo, ganhou adeptos de direita, centro e esquerda, resultando em experimentos como o de Mondragón.

### Teologia dialética
Teologia dialética (ou teologia da crise ou, ainda, teologia da Palavra) ou neo-ortodoxia foi um movimento teológico que floresceu na Europa (particularmente na Igreja de Confissão Luterana, na Alemanha) da década de 1920.
Reagindo ao liberalismo teológico, a teologia dialética tem em Karl Barth o principal nome. Além dele, outros teólogos tornaram-se conhecidos, como Emil Brunner, Friedrich Gogarten, Eduard Thurneysen e Rudolf Bultmann, por exemplo. 
Essa vertente teológica se firmou fortemente contra o nazismo e o fascismo, notavelmente na Declaração Teológica de Barmen.
De uma forma geral, a teologia dialética apresenta duas características básicas. Em primeiro lugar, afirma-se que a própria revelação tem estrutura dialética, "na medida em que mantém unidos elementos que se excluem reciprocamente: Deus e homem, eternidade e tempo, revelação e história". Segundo, os próprios enunciados teológicos devem seguir esta metodologia dialética, exprimindo tanto a posição quanto a negação. O grande exemplo desta metodologia continua sendo o primeiro livro de Karl Barth, intitulado A Carta aos Romanos.
A teologia dialética encontrou o seu fim com a extinção, em 1933, da revista que era a porta-voz de suas ideias, a Zwischen den Zeiten.

### Teologia da libertação
Teologia da Libertação é uma corrente teológica cristã nascida na América Latina, depois do Concílio Vaticano II e da Conferência de Medellín (Colômbia, 1968), que parte de considerar que o Evangelho exige a opção preferencial pelos pobres e de especificar que a teologia, para concretar essa opção, deve usar também as ciências humanas e sociais.
É considerada como um movimento supradenominacional, apartidário e inclusivista de teologia política, que engloba várias correntes de pensamento que interpretam os ensinamentos de Jesus Cristo em termos de uma libertação de injustas condições econômicas, políticas ou sociais. Ela foi descrita, pelos seus proponentes como reinterpretação analítica e antropológica da fé cristã, em vista dos problemas sociais, mas, seus oponentes a descrevem como marxismo, relativismo e materialismo cristianizado.
A teologia da libertação está diretamente relacionada ao movimento ecumênico, que busca o retorno à união e comunhão de todas as religiões cristãs. Embora a mesma tenha se iniciado como um movimento dentro da Igreja Católica, na América Latina nos anos 1950-1960, o termo foi cunhado pelo padre peruano Gustavo Gutiérrez em 1971, sendo que mais de 40 anos depois se reconciliou com o Vaticano. Escreveu um dos livros mais famosos do movimento, A Teologia da Libertação. Outros expoentes são Leonardo Boff do Brasil, Jon Sobrino de El Salvador, e Juan Luis Segundo do Uruguai A teologia da libertação desde os anos 90 sofreu um forte declínio, principalmente devido ao envelhecimento de suas lideranças, e a falta de participação das recentes gerações nesse movimento.
A influência da teologia da libertação diminuiu após seus formuladores serem condenados pela Congregação para a Doutrina da Fé (CDF) em 1984 e 1986. A Santa Sé condenou os principais fundamentos da teologia da libertação, como a ênfase exclusiva no pecado institucionalizado, coletivo ou sistêmico, excluindo os pecados individuais, a eliminação da transcendência religiosa, a desvalorização do magistério, e o incentivo à luta de classes.
Em seu recente discurso aos dirigentes do CELAM, durante a Jornada Mundial da Juventude no Rio de Janeiro, o Papa Francisco alertou para o risco da ideologização da mensagem evangélica quando a teologia toma como base as ciências sociais:
| “ | esse método pode levar ao reducionismo socializante. É a ideologização mais fácil de descobrir. Em alguns momentos, foi muito forte. Trata-se de uma pretensão interpretativa com base em uma hermenêutica de acordo com as ciências sociais |

### Teologia da Missão Integral
A Teologia da Missão Integral é a expressão conceitual de um movimento de renovação missionária e missiológica das igrejas evangélicas na América Latina, cujas origens remontam ao CLADE I - Primeiro Congresso Latino Americano de Evangelização e à fundação da Fraternidade Teológica Latinoamericana, em 1969. A origem de seu surgimento está na insatisfação que seus proponentes (à época, pessoas como René Padilla, Samuel Escobar, Orlando Costas, Robinson Cavalcanti, Pedro Arana Quiroz, etc.) manifestavam no tocante à unilateralidade da compreensão evangélica da missão da igreja que, ao praticar a evangelização, não dava atenção suficiente à ação e ao serviço social. Daí o adjetivo "integral" em sua descrição da missão: esta é integral: integra a evangelização e a ação social, a fé e a consciência crítica, a espiritualidade e o compromisso político, o amor à igreja pela paixão pela salvação de toda a criação. Daí, também, deriva o slogan que caracteriza em parte a Teologia da Missão Integral:
"O Evangelho todo, para a pessoa como um todo, em todo o mundo, para todas as pessoas".
O principal conceito bíblico que alimentou o nascimento da teologia da missão integral foi o do Reino de Deus. Tirando proveito das interpretações do Reino por teólogos como George E. Ladd e Joachim Jeremias, a Teologia da Missão Integral vê o "Reino de Deus" como a expressão histórica da soberania eterna de Deus, que tem como objetivo a salvação integral de toda a criação, especialmente do ser humano. O Reino de Deus vivido e manifestado escatologicamente por Jesus Cristo se torna, assim, o fundamento da prática da missão integral, que passa a ser vista como discipulado e seguimento do Messias.
Em 1974 o Primeiro Congresso Internacional sobre Evangelização Mundial em Lausanne marcou a consolidação da Teologia da Missão Integral com base em uma missiologia socialmente inclusiva, repúdio ao racismo (e o apartheid). A Teologia da Missão Integral não subscreve a grandes correntes político-partidárias, mas como sistema teológico vê compatibilidade entre propostas de políticas públicas dos socialistas cristãos e os mandatos missionários dessa vertente teológica. 
Ganhou mais força nas igrejas protestantes confessionais, cujos representantes principais são a Igreja Evangélica de Confissão Luterana do Brasil e a Igreja Episcopal Anglicana do Brasil, mas também segmentos importantes das igrejas presbiterianas, congregacionais e metodistas.

## Críticas ao socialismo cristão
Há diversas críticas teológicas, denominacionais ou políticas por vários grupos cristãos direcionadas a diferente vertentes socialistas. Também muitos autores marxistas criticaram a possibilidade de conciliar socialismo com cristianismo.

### Posição da Igreja Católica
O Magistério da Igreja Católica condenou igualmente o  comunismo/socialismo e o capitalismo por serem incompatíveis com a doutrina católica:
- Sílabo dos erros (1864), condenou o socialismo, a democracia o liberalismo, a separação entre Igreja e Estado, o casamento civil.
- Na encíclica Rerum Novarum (1891), o Papa Leão XIII declarou que "a teoria socialista da propriedade colectiva deve absolutamente repudiar-se como prejudicial àqueles membros a que se quer socorrer, contrária aos direitos naturais dos indivíduos, como desnaturando as funções do Estado e perturbando a tranquilidade pública."[53]. Na encíclica Rerum Novarum, o Papa Leão XIII define como as causas para os conflitos sociais: o desaparecimento das instituições antigas, dos princípios e do sentimento religioso que desapareceram das leis e das instituições públicas.[54] Mas, ao mesmo tempo, ele colocou-se contra quaisquer alternativas igualitárias, revolucionárias, ao afirmar que "a teoria socialista da propriedade colectiva deve absolutamente repudiar-se como prejudicial àqueles membros a que se quer socorrer, contrária aos direitos naturais dos indivíduos, como desnaturando as funções do Estado e perturbando a tranquilidade pública." Porém, no entender dos teóricos do socialismo cristão, o cristianismo tem em si valores socializantes e reconhecem o capitalismo como contrário aos valores da fé cristã. Se referindo às classes inferiores, o Papa Leão XIII afirma que "os socialistas, para curar este mal, instigam nos pobres o ódio invejoso contra os que possuem, e pretendem que toda a propriedade de bens particulares deve ser suprimida, que os bens dum indivíduo qualquer devem ser comuns a todos, e que a sua administração deve voltar para - os Municípios ou para o Estado. Mediante esta transladação das propriedades e esta igual repartição das riquezas e das comodidades que elas proporcionam entre os cidadãos, lisonjeiam-se de aplicar um remédio eficaz aos males presentes. Mas semelhante teoria, longe de ser capaz de pôr termo ao conflito, prejudicaria o operário se fosse posta em prática. Pelo contrário, é sumamente injusta, por violar os direitos legítimos dos proprietários, viciar as funções do Estado e tender para a subversão completa do edifício social."[55] Outro ponto importante se relaciona com a questão entre família e Estado. No modelo marxista, a educação familiar perderia espaço para um sistema educacional igualitário a todos; a propriedade privada e o direito a herança deixariam de existir, estes bens, no entanto, passariam a ser de controle estatal.[56] O catolicismo romano considera estes princípios como uma violação do direito da família e uma tentativa de abolir a autoridade paterna; afirma, ainda, que indivíduo, as famílias, as associações têm direito de possuir bens de raiz, bens móveis e bens produtivos; e o Estado não pode açambarcar estes bens para si. Segundo as tradições judaico-cristãs, os homens têm o direito e o dever de proverem às suas necessidades, e o Estado não pode arvorar-se em providência e suprimir este direito ou substituir se a este dever[57][58].
- Na encíclica Quadragesimo Anno (1931), o Papa Pio XI afirmou que "o socialismo quer se considere como doutrina, quer como facto histórico, ou como «acção», se é verdadeiro socialismo, [...] não pode conciliar-se com a doutrina católica; pois concebe a sociedade de modo completamente avesso à verdade cristã. [...] E se este erro, como todos os mais, encerra algo de verdade, o que os Sumos Pontífices nunca negaram, funda-se contudo numa própria concepção da sociedade humana, diametralmente oposta à verdadeira doutrina católica. Socialismo religioso, socialismo católico são termos contraditórios: ninguém pode ser ao mesmo tempo bom católico e verdadeiro socialista."[59]
- Na encíclica Mater et Magistra (1961), o Papa João XXIII reafirmou que "entre comunismo e cristianismo, [...] a oposição é radical, e acrescenta não se poder admitir de maneira alguma que os católicos adiram ao socialismo moderado: quer porque ele foi construído sobre uma concepção da vida fechada no temporal, com o bem-estar como objetivo supremo da sociedade; quer porque fomenta uma organização social da vida comum tendo a produção como fim único, não sem grave prejuízo da liberdade humana; quer ainda porque lhe falta todo o princípio de verdadeira autoridade social."[60]
- Na encíclica Centesimus Annus (1991), o Papa João Paulo II, actualizando os princípios da Rerum Novarum, salientou que "o erro fundamental do socialismo é de carácter antropológico. De facto, ele considera cada homem simplesmente como um elemento e uma molécula do organismo social, de tal modo que o bem do indivíduo aparece totalmente subordinado ao funcionamento do mecanismo económico-social, enquanto, por outro lado, defende que esse mesmo bem se pode realizar prescindindo da livre opção, da sua única e exclusiva decisão responsável em face do bem ou do mal. O homem é reduzido a uma série de relações sociais, e desaparece o conceito de pessoa como sujeito autónomo de decisão moral, que constrói, através dessa decisão, o ordenamento social. Desta errada concepção da pessoa, deriva a distorção do direito, que define o âmbito do exercício da liberdade, bem como a oposição à propriedade privada. [...] Se se questiona ulteriormente onde nasce aquela errada concepção da natureza da pessoa e da subjectividade da sociedade, é necessário responder que a sua causa primeira é o ateísmo. [...] O referido ateísmo está, aliás, estritamente conexo com o racionalismo iluminístico, que concebe a realidade humana e social do homem, de maneira mecanicista."[61]
- O Catecismo da Igreja Católica (1992) afirma que "a Igreja rejeitou as ideologias totalitárias e ateias, associadas, nos tempos modernos, ao «comunismo» ou ao «socialismo»".[62]
- As enciclicas Rerum Novarum, Mater et Magistra e Populorum Progressio  contém muitas criticas ao capitalismo.

Desde o Concílio Vaticano II o Magistério da Igreja Católica se tem demonstrado aberto para alguns ideais progressistas. Desde então, não há documentos vinculantes da Igreja Católica condenando o socialismo democrático, incluindo o socialismo cristão.

### Posição dos batistas
Não há posição uniforme entre os batistas a respeito do socialismo cristão.
Na região com maior concentração de batistas do mundo, Nagaland, no noroeste da Índia, os movimentos separatistas e camponeses, muitos dos quais lançam mão da luta armada, são composto por batistas socialistas. Alguns grupos, como o National Socialist Council of Nagaland (Isak-Muivah) concilia o marxismo, o maoismo e doutrinas batistas.
No Canadá os batistas foram instrumentais em estabelecer um estado de bem-estar social sob inspiração socialista. O pastor batista Tommy Douglas foi líder do partido Novo Partido Democrático, que reúne socialistas, social democratas e evangélicos.
Nos Estados Unidos, líderes batistas socialistas como George W. Woodbey, Martin Luther King Jr e Cornel West foram ativos na defesa dos oprimidos, especialmente afro-americanos. Dentre os batistas se destacaram ativistas radicais, como o pastor socialista Hugh O. Pentecost. Atualmente, o movimento "Red Letter Christians" nos Estados Unidos é liderado por um pastor e teólogo batista, Tony Campolo.
Na Nova Zelândia e Austrália há uma significante e histórica vertente batista de orientação socialista. Entre seus líderes se destacaram o prefeito de Christchurch, John Archer e o fundador do partido comunista da Austrália, Jock Garden.
Contudo, nem todos grupos batistas coadunam com o socialismo cristão. Vários grupos,  sobretudo nos Estados Unidos, especialmente contra o marxismo-leninismo de inspiração soviética. Argumentam contra a instituição de um suposto Estado ateu por parte da extinta União das Repúblicas Socialistas Soviéticas e de países como China, Albânia, Afeganistão, Coreia do Norte e Mongólia comunistas Entretanto, confundem comunismo com socialismo e ignoram o fato de somente a Albânia teve um regime oficialmente ateu. Em  obras como "O Comunismo a Luz da Bíblia"  tentam argumentar  de que o comunismo é anti-Bíblico e contrário aos fundamentos cristãos e que a filosofia Marxista-Leninista prega o ateísmo Ateísmo Marxista-leninista.

### Quanto ao Materialismo histórico-dialético
Dentro do socialismo religioso sempre houve controvérsias quanto ao materialismo histórico-dialético, a maioria dos religiosos e dos marxistas acreditam que o materialismo é intransigentemente incompatível com religiosidade.
De modo geral, os socialistas religiosos tendem a desconsiderar alguns aspectos do materialismo dialético, alguns poucos grupos como os socialistas religiosos alemães do começo do século passado buscaram maneiras de considerar o materialismo histórico dialético dentro de sua teologia.
Afirmam que Deus quer que vivamos numa sociedade justa, mas ele nos deu o livre arbítrio e deixou o ser humano seguindo seu caminho. O ser humano, em sua maldade e egoísmo, buscou sempre o acúmulo de tudo e nessa construção materialista histórico dialética chegou a esse ponto em que estamos hoje. Uma sociedade onde o pecado e egoísmo é a consequência da vontade de acumular capital, e o pecado por fim é o que dá origem a todas as mazelas do capitalismo.
A metafísica parte de uma revelação individual (fé) que para o cristão vai repercutir num agir ético. Esse agir ético leva o indivíduo a buscar a construção de uma sociedade aos moldes marxistas
Consideram a história como uma serie de acontecimentos do universo físico, interessando ao homem, difíceis de ser recordados e estudados, mas dotados de uma contribuição especial para a interpretação da existência como ela é. O ser humano tem seu livre arbítrio, e através do símbolo do Reino de Deus ele age em sociedade. Com efeito, o Reino de Deus como simbologia é histórico por um lado e sobre histórico por outro; enquanto histórico guia o agir do cristão, participa da dinâmica da historia; enquanto sobre histórico, responde as suas ambiguidades da sociedade dialética. Pode-se falar de uma efetivação concreta do Reino de Deus na historia toda vez que se torna possível uma reunificação, ainda que fragmentaria, de seres humanos, prevenindo-se a violência. 
“Na medida em que os elementos centralizadores e os libertadores se equilibram numa estrutura de poder político, o Reino de Deus na historia conquista fragmentariamente as ambiguidades da repressão". - Paul Tillich

### Posição de alguns marxistas

#### Posição de Engels
Friedrich Engels observa que: "A história  do Cristianismo primitivo tem notáveis pontos de semelhanças com o movimento moderno da classe operária. Como este, o Cristianismo foi em suas origens um movimento de homens oprimidos: no principio apareceu como religião dos escravos e dos libertos, dos pobres despojados de todos os seus direitos, dos povos subjugados ou dispersados por Roma. Tanto o Cristianismo como o socialismo dos operários pregam a eminente salvação da escravidão e da miséria; o Cristianismo coloca a salvação numa vida futura, posterior a morte, no céu. O Socialismo coloca-a neste mundo, numa transformação da sociedade. Ambos são perseguidos e acossados, seus adeptos são desprezados e convertidos em objetos de leis exclusivas, os primeiros como inimigos da raça humana, os últimos como inimigos do Estado, inimigos da religião, da família, da ordem social. E apesar de todas as perseguições; mais, inclusive alentados por elas, avançam vitoriosas e irresistivelmente. Trezentos anos depois de sua aparição, o Cristianismo foi reconhecido como religião de Estado no império mundial romano, e em sessenta anos apenas o socialismo conquistou uma posição que torna absolutamente segura sua vitória."
Assim, o inicia afirmando que o Império Romano, ao impor uma série de condições, em alguns casos por centenas de anos, aos povos que dominava, acabou por alterar drasticamente suas dinâmicas internas. Ou seja, as antigas religiões nacionais e tribais, dados característicos de cada povo, não podiam mais explicar a nova formatação concreta daquelas sociedades. A situação objetiva havia mudado: agora exigia novas representações religiosas, que dessem conta de significar a nova dinâmica social à que esses povos estavam sendo submetidos. As cerimônias das antigas religiões limitavam quem seriam seus adoradores. O cristianismo poderia se alçar à religião universal justamente por que: “… não possuía nenhuma formalidade distintiva (…) e dirigindo-se diretamente a todas as pessoas sem distinção, se tornou a primeira religião mundial possível” (ENGELS, 1882)
Na obra o "Anti-Düring", Engels afirma que o cristianismo afirma a igualdade entre os homens no sentido negativo, pois são todos pecadores, e no sentido positivo, pois são todos filhos de Deus.

#### Posição de Lênin
Lênin, muitas vezes, classifica os movimentos socialistas cristãos como esquerdistas, no mesmo molde das críticas feitas no livro Esquerdismo, doença infantil do comunismo, isso por que a maior parte dos socialistas religiosos, mesmo aqueles que se consideravam marxista-leninista, eram contrários a qualquer modelo totalitário, como o adotado na URSS.

#### Posição de Rosa Luxemburgo
Rosa Luxemburgo, em O socialismo e as igrejas (1905), critica o modelo de socialismo defendido por muitos cristãos socialistas por considerar que eles se preocupam apenas com a divisão de produtos, mas não consideram o modelo social de trabalho que leva a produção destes produtos.

## Anarquismo Cristão
O Anarquismo cristão (também conhecido como cristianismo libertário) com base nos ensinamentos de Jesus defende que a única autoridade legítima é Deus e repudia qualquer autoridade secular. Alguns anarquistas cristãos se opõem ao uso da violência tanto para ataque como para defesa. Contudo, vertentes libertárias como a dos taboritas, sob o comando militar de Jan Zizka, baseadas em passagens como Mateus 10:34, Lucas 22:36, Eclesiastes 3:1-10, entre outras, não hesitaram em fazer uso da força.
Os anarquistas cristãos se opõem a todo tipo de tirania local ou global, sugerem que há plena compatibilidade entre anarquismo e cristianismo, e argumentam que uma das razões pelas quais Jesus foi perseguido pelo governo romano, pelos líderes religiosos e pelo Sinédrio, foi porque foi visto como um anarquista, como uma ameaça ao status quo. Para eles, a liberdade é justificada espiritualmente através dos ensinamentos de Jesus, e que, na história, o desvio desses ensinamentos foi promovido principalmente por Constantino.
Entre outras coisas, Jesus foi perseguido por realizar curas no dia de sábado, o que segundo seus acusadores, violava a lei mosaica. Além disso, Ele se auto denominou Filho de Deus, o que os doutores da lei de Moisés afirmaram se tratar de uma heresia. E mais, Jesus foi julgado pelas leis de Roma e crucificado por soldados romanos. Ou seja: Jesus é um fora da lei; a lei da sua época foi a justificativa para a sua condenação e calvário. O Filho de Deus foi condenado pelo poder político.
Leon Tolstói (considerado anarquista por alguns críticos, apesar dele sempre negar tal fato), em seu livro O Reino de Deus está em vós, idealiza uma sociedade baseada na compaixão e em princípios não-violentos. A obra desse escritor russo influenciou Gandhi na luta pela independência da Índia e Martin Luther King nos Estados Unidos da América na luta pela emancipação de pobres, negros e mulheres. Tolstói acreditava que para a efetiva destruição do Estado bastava o não pagamento de impostos e a abstenção do serviço militar. Adin Ballou e Ammon Hennacy defenderam ideias semelhantes.
Jacques Ellul embora recomendasse a atitude de Jesus de seguir "como ovelha para o matadouro" como ideal para o cristão, não deixou de colaborar com a resistência francesa contra a ocupação nazista promovida por Adolf Hitler.
O movimento Anabatista compartilha vários ideais anarquistas, como priorizar a vida comunitária em detrimento do individualismo e não participar ou depender das instituições estatais.